# Novafabricia tenuiseta
Novafabricia tenuiseta är en ringmaskart som beskrevs av Fitzhugh 1990. Novafabricia tenuiseta ingår i släktet Novafabricia och familjen Sabellidae. Inga underarter finns listade i Catalogue of Life.